# آرثر ستيبانيان
آرثر ستيبانيان (بالروسية: Артур Степанян)‏ (بالأرمنية: Արթուր Ստեփանյան)‏ هو لاعب كرة قدم أرميني وروسي في مركز الدفاع، ولد في 14 أبريل 1987 في فلاديقوقاز في روسيا. شارك مع منتخب أرمينيا تحت 21 سنة لكرة القدم. أما مع النوادي، فقد لعب مع أمكار بيرم وبيونيك يريفان ونادي أورينبورغ ونادي ساتورن رامنسكوي.

## وصلات خارجية
- آرثر ستيبانيان على موقع قاعدة بيانات كرة القدم.إي يو (الإنجليزية)
- آرثر ستيبانيان على موقع Soccerway.com (الإنجليزية)